# 타인호아현
타인호아현(베트남어: Huyện Thạnh Hóa / 縣盛化)은 베트남 메콩강 삼각주 롱안성의 현이다.

## 행정 구역
타인호아현은 1시진, 9사를 관할하고 있다.

### 시진
- 타인호아 시진 (Thị trấn Thạnh Hóa, 盛化市鎭)

### 사
- 떤동 사 (Xã Tân Đông, 新東社)
- 떤히엡 사 (Xã Tân Hiệp, 新協社)
- 떤떠이 사 (Xã Tân Tây, 新西社)
- 타인안 사 (Xã Thạnh An, 盛安社)
- 타인푸 사 (Xã Thạnh Phú, 盛富社)
- 타인프억 사 (Xã Thạnh Phước, 盛福社)
- 투언빈 사 (Xã Thuận Bình, 順平社)
- 투언응이어호아 사 (Xã Thuận Nghĩa Hòa, 順義和社)
- 투이동 사 (Xã Thủy Đông, 水東社)
- 투이떠이 사 (Xã Thủy Tây, 水西社)